# آرامگاه ابودجانه
مقبره ابودجانه یا امام دوجانه مربوط به صدر اسلام است و در شهرستان دالاهو، بخش مرکزی، دهستان بان زرده، روستای زرده واقع شده و این اثر در تاریخ ۶ اسفند ۱۳۸۵ با شمارهٔ ثبت ۱۷۵۵۶ به‌عنوان یکی از آثار ملی ایران به ثبت رسیده است.
از ساختار معماری و موقعیت منطقه بنظر می‌رسد که شاید این آرامگاه پیشتر آتشکده‌ای زرتشتی بوده و پس از مرگ در این مکان دفن شده است. 
در روایات وارد است که ابودجانه در جنگ با مسیلمه در منطقه یمام و بروایت دیگری در جنگ صفین کشته شده که با این منطقه فاصله بسیار دارد.